# 9614 Cuvier
A 9614 Cuvier (ideiglenes jelöléssel 1993 BQ4) a Naprendszer kisbolygóövében található aszteroida. Eric Walter Elst fedezte fel 1993. január 27-én. Elst a névadásban Georges Cuvier francia természettudós munkássága előtt tisztelgett.